# Lindisfarne (Insel)

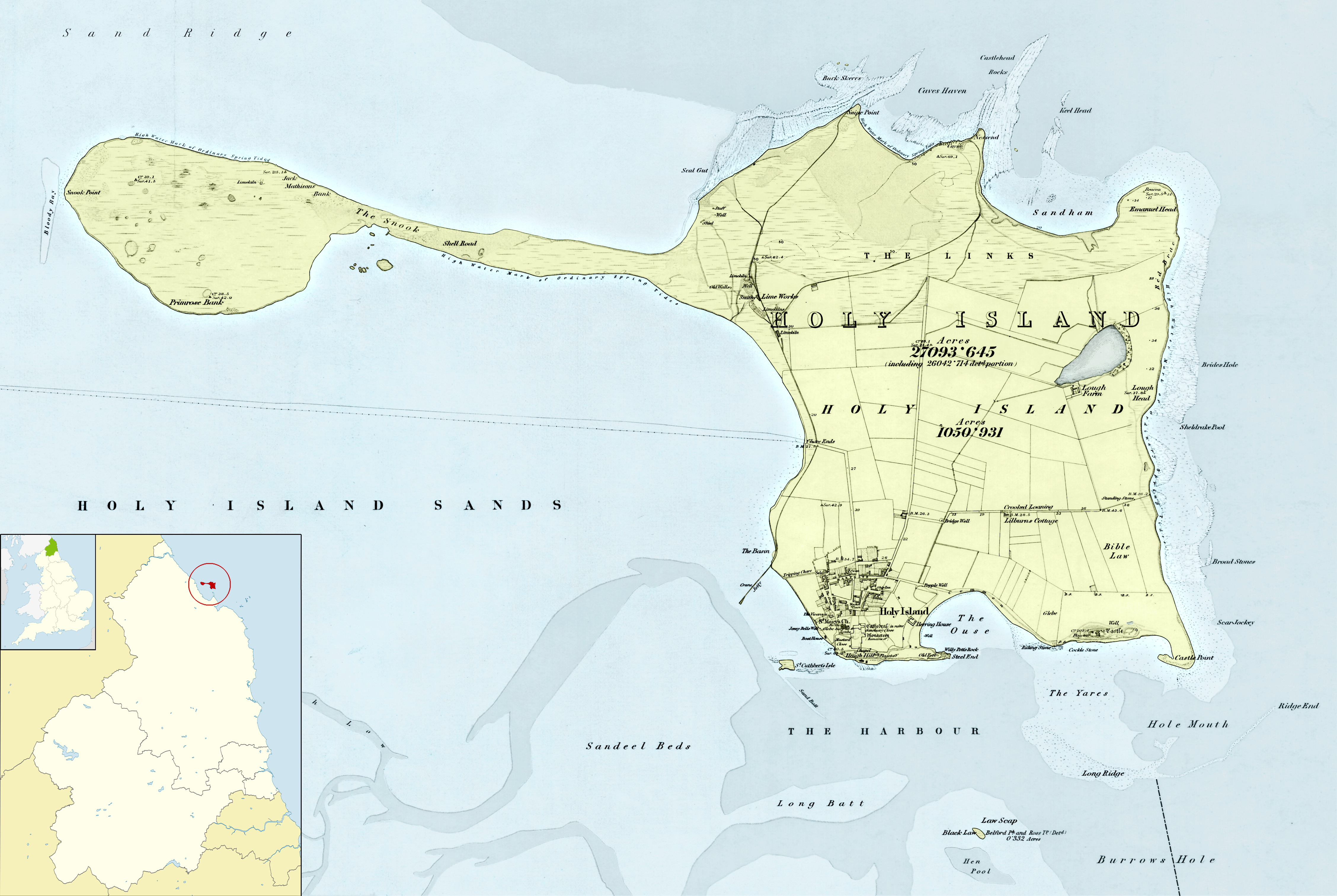
Seekarte (1866) von Lindisfarne (HOLY ISLAND)

Lindisfarne, auch Holy Island genannt, ist eine Gezeiteninsel an der Nordostküste Northumberlands in England. Ein großer Teil der Insel sowie die Gezeitenzone sind Vogelschutzgebiet. Hier können bis zu 300 Vogelarten, sowohl Zugvögel als auch einheimische Vögel, beobachtet werden. Lindisfarne ist durch eine nur bei Niedrigwasser befahrbare Straße mit dem Festland verbunden.
Am 27. März 2011 wurden 180 Einwohner gezählt. Viele Häuser werden nur als Sommerhäuser genutzt, und es fehlt bezahlbarer Wohnraum besonders für junge Leute.

## Geschichte
Im 7. Jahrhundert gründete der irische Mönch St. Aidan auf Holy Island das Kloster Lindisfarne. Am 8. Juni 793 wurde Lindisfarne von Wikingern überfallen, wie die Angelsächsische Chronik berichtet. Die Heiden plünderten und zerstörten die Kirche und erschlugen die Bewohner. Dieser Überfall markiert den Beginn der Wikingerzeit. In der Folge schickte der Gelehrte Alkuin einen Brief an Higbald, den Bischof von Lindisfarne, worin er erklärte, der beste Schutz gegen solche Vorfälle seien ein besserer Lebenswandel und die Anrufung der Heiligen. Die Insel wurde so in angelsächsischer Zeit nie befestigt. Im 9. Jahrhundert wurden das Kloster und vermutlich die ganze Insel weitgehend aufgegeben, wie auch Hartlepool, Jarrow, Monkwearmouth, Tynemouth und Whitby.

## Sehenswürdigkeiten
Das im 11. Jahrhundert errichtete Benediktinerkloster ist seit der Klosterauflösung 1541 eine Ruine. Sie wird von Historic England verwaltet.
Auf einem steilen Hügel liegt Lindisfarne Castle, das um 1540 zum Schutz des Hafens gegen schottische Angriffe errichtet wurde. Die Ruine wurde 1903 von Edwin Lutyens zu einem Privathaus umgebaut und gehört heute dem National Trust.
Der Holy Island Waggonway bestand aus drei miteinander verbundenen Schmalspurbahnen zum Transport von Kalkstein, die von 1846 bis 1883 in Betrieb waren.
Jedes Jahr besuchen etwa 500.000 Touristen die Insel. Der schlecht koordinierte Besucheransturm entwickelt sich zunehmend zu einem Problem.